# Воркута
Воркута̀ (на руски: Воркута; на коми: Вӧркута) е град в Русия, разположен в градски окръг Воркута, автономна република Коми. Намира се на около 100 km северно от полярния кръг. Населението на града през 2016 г. е 59 231 души.

## Име
Воркута е кръстен на река Воркута, която тече през града. По-рано реката се е наричала Варкута-яха, което, преведено от ненецки език, означава „река, изобилстваща с мечки“ (варк е „кафява мечка“ на ненецки).

## История
Воркута води началото си през 1930-те години, когато геологът Георги Чернов се натъква на въглищни залежи тук. През 1937 г. е започнат строежът на първия въглищен рудник до брега на река Воркута. По това време селището влиза в състава на Ненецкия автономен окръг. Историята на Воркута в известна степен е свързана и с най-големия ГУЛАГ в Европейска Русия – Воркутлаг, основан тук през 1932 г. и където през 1953 г. е кърваво потушено Воркутинското въстание. През лагера минават около 73 000 затворници, като голяма част от пенсионерите във Воркута днес са потомци на затворниците. През 1941 г. Воркута е свързан с останалия свят (селищата Котлас, Коноша и Инта) чрез жп линия, построена от затворниците. Статут на град получава през 1943 г. В края на 1970-те години градът вече има население от над 100 000 души. След разпадането на СССР населението му рязко спада. Близките села също се обезлюдяват.
На 28 февруари 2016 г. експлозия на метан във въглищна мина във Воркута убива 36 души, което я прави една от най-големите руски минни трагедии.

## Население
| 1943    | 1959    | 1962    | 1967    | 1970    | 1973   | 1976   | 1979    |
| ------- | ------- | ------- | ------- | ------- | ------ | ------ | ------- |
| 7000    | 55 668  | 60 000  | 65 000  | 89 742  | 92 000 | 98 000 | 100 210 |
| 1982    | 1986    | 1989    | 1992    | 1996    | 1998   | 2001   | 2003    |
| 104 000 | 109 000 | 115 646 | 116 000 | 100 800 | 95 900 | 87 100 | 84 900  |
| 2005    | 2007    | 2009    | 2011    | 2013    | 2014   | 2015   | 2016    |
| 82 000  | 76 600  | 71 402  | 70 500  | 64 353  | 61 638 | 60 368 | 59 231  |

### Етнически състав
Населението на Воркута е представено от: 77,7% руснаци, 9,1% украинци, 2,9% татари, 1,7% коми, 1,5% беларуси, 1,1% чуваши, 1% арменци, 1% азербайджанци и други.

## Климат
Воркутинският климат е субарктичен. Средната годишна температура е -5,4 °C, средната влажност на въздуха е 81%, а средните годишни валежи са около 531 mm.
| Климатични данни за Воркута           | Климатични данни за Воркута | Климатични данни за Воркута | Климатични данни за Воркута | Климатични данни за Воркута | Климатични данни за Воркута | Климатични данни за Воркута | Климатични данни за Воркута | Климатични данни за Воркута | Климатични данни за Воркута | Климатични данни за Воркута | Климатични данни за Воркута | Климатични данни за Воркута | Климатични данни за Воркута |
| Месеци                                | яну.                        | фев.                        | март                        | апр.                        | май                         | юни                         | юли                         | авг.                        | сеп.                        | окт.                        | ное.                        | дек.                        | Годишно                     |
| Абсолютни максимални температури (°C) | 1,1                         | 1,2                         | 5,3                         | 12,0                        | 26,5                        | 31,0                        | 33,8                        | 30,0                        | 24,2                        | 15,6                        | 4,8                         | 3,5                         | 33,8                        |
| Средни максимални температури (°C)    | −15,6                       | −16,1                       | −9,6                        | −5,5                        | 1,7                         | 12,6                        | 18,7                        | 14,2                        | 7,9                         | −0,8                        | −9,9                        | −13,9                       | −1,4                        |
| Средни температури (°C)               | −19,5                       | −20                         | −13,9                       | −10                         | −1,9                        | 7,6                         | 13,2                        | 9,7                         | 4,3                         | −3,4                        | −13,3                       | −17,6                       | −5,4                        |
| Средни минимални температури (°C)     | −23,6                       | −23,9                       | −18,1                       | −14,4                       | −5,2                        | 3,3                         | 8,2                         | 5,8                         | 1,3                         | −6,1                        | −16,8                       | −21,6                       | −9,3                        |
| Абсолютни минимални температури (°C)  | −48                         | −49,4                       | −43,1                       | −38,5                       | −26,3                       | −8,4                        | −1                          | −4                          | −10,5                       | −29                         | −45,1                       | −52                         | −52                         |
| Средни месечни валежи (mm)            | 36                          | 34                          | 33                          | 27                          | 35                          | 52                          | 55                          | 63                          | 57                          | 57                          | 40                          | 42                          | 531                         |
| ------------------------------------- | --------------------------- | --------------------------- | --------------------------- | --------------------------- | --------------------------- | --------------------------- | --------------------------- | --------------------------- | --------------------------- | --------------------------- | --------------------------- | --------------------------- | --------------------------- |
| Източник: Погода и Климат             |                             |                             |                             |                             |                             |                             |                             |                             |                             |                             |                             |                             |                             |

## Икономика
Основният отрасъл тук, който е и градообразуващ, е добивът на въглища. По време на кризата, която обхваща Русия след разпадането на СССР, голяма част от рудниците тук спират работа. Воркута има и предприятия за производство на цимент и такива за ремонт на рудодобивни машини.

## Побратимени градове
- Велики Новгород, Русия
- Вологда, Русия
- Шахти, Русия
- Хиркенес, Норвегия
- Антананариво, Мадагаскар